# Tibilaani
Tibilaani (ros. Tybyłta) – wieś w Osetii Południowej, w regionie Cchinwali. W 2015 roku liczyła 45 mieszkańców.